# ノミナ・ヴィラルム
『ノミナ・ヴィラルム』ないし『ノーミナ・ヴィラルム』(Nomina Villarum) は、1316年に実施された土地調査の成果であり、イングランドにおけるすべてのシティ、バラ、タウンシップと、その領主を一覧にしたものである。この文書は、エドワード2世の命により編纂されたものであった。この調査は、長男たる王子が騎士になる際、長女たる王女が結婚する際に、その費用を賄うためとして、国王が借地人に求めることが伝統的に認められていた封建的な負担、事実上の土地課税のためのものであった。中世イングランド社会の状況を伝えるものとして、歴史学者がしばしば用いる資料である。
この文書の名称は、中世ラテン語で「町の名前」を意味するが、ここで「villa」は、元々はカントリー・ハウスを意味したものが、「町 (town)」ないし「小さな都市 (small city)」を意味するように転じたものである。
執筆にあたったのは、各州の州長官たちとされている。このため州によって記述の質にばらつきがあり、引き出せる情報も異なっている。
後年にも同様の調査がおこなわれており、同じく『ノミナ・ヴィラルム』として、あるいは「ノミナ・ヴィラルム」を含む表題で言及されることがある。